# روبرت جونز أتكينسون
روبرت جونز أتكينسون (بالإنجليزية: Robert Jones Atkinson)‏ هو سياسي أمريكي، ولد في 20 يونيو 1820 في الولايات المتحدة، وتوفي في 25 فبراير 1871 في نفس البلد. حزبياً، نشط في الحزب الديمقراطي. وقد انتخب مجلس شيوخ أوهايو (يناير 1852 – يناير 1854).